# Метальниково (Пермский край)
Метальниково — деревня в Берёзовском районе Пермского края. Входит в состав Дубовского сельского поселения.

## Географическое положение
Расположена к западу от райцентра, села Берёзовка.

## Население
| 2010 |
| ---- |
| 120  |

## Улицы
- Дачная ул.
- Дружбы ул.
- Михаила Васильевича Жукова ул.

## Топографические карты
- Лист карты O-40-91 Усть-кишерть. Масштаб: 1 : 100 000. Состояние местности на 1980 год. Издание 1987 г.